# 발키리 엘리시움
발키리 엘리시움(Valkyrie Elysium)은 Soleil이 개발하고 스퀘어 에닉스가 배급한 액션 롤플레잉 게임이다. 2022년 9월 29일에 플레이스테이션 4와 플레이스테이션 5로, 11월 11일에 Windows로 출시되었다. 발키리 프로파일 시리즈의 일부로, 15년 만에 처음으로 가정용 콘솔로 출시된 게임이자 전체적으로 세 번째 작품이다. 이전 작품들과 마찬가지로, 이 게임은 노르드 신화를 기반으로 하고 있으며, 라그나로크 동안 부상당한 오딘이 펜리르를 물리치도록 돕기 위해 영혼을 찾고 정화하기 위해 창조된 발키리 마리아를 따른다. 정신적 후속작인 엘리시움은 턴제 전투 시스템 대신 액션 전투 시스템을 사용한다. 이 게임은 평론가들로부터 캐릭터 디자인, 아트워크, 전투 시스템, 성우 연기 및 음악에 대한 찬사를 받았지만, 스토리가 약하다는 비판을 받았고, 그래픽 품질은 저예산으로 보였으며, 환경은 세부 사항이나 상호 작용할 만한 것이 부족하다는 평가를 받았다.

## 줄거리
게임은 오딘, 즉 "만물의 아버지"에 의해 창조된 발키리이자 하급 신인 마리아를 따른다. 그녀는 오딘의 대의를 더욱 발전시키는 부활한 전사인 에인헤랴르를 사용하여 오딘에 대한 지원을 강화하기 위해 미드가르드에서 영혼을 찾고 정화하도록 보내진다. 각 에인헤랴르는 자신의 죽음에 이르게 한 이야기가 있다.

## 평가
이 게임은 플레이스테이션 5에서 메타크리틱 집계 점수 65/100점을 받아 "혼합적이거나 평균적인 평가"를 받았다.
RPGamer의 폴 슈크렐리는 이 게임의 PS5 버전에 3.5/5점을 부여하며, 시리즈의 오랜 침체기 때문에 그 존재 자체가 "기적처럼 느껴진다"고 언급했다. 그는 게임의 전투 시스템이 시리즈의 후속작으로 팬들이 기대했던 것과 일치하지는 않았지만, 게임 플레이와 음악은 자체적으로 평가할 때 좋다고 평가했다. 슈크렐리는 캐릭터 디자인과 아트가 "매우 아름답다"고 말했고, 액션 전투로의 전환이 "우아하게 처리되었다"며, "자연스럽고 자연스러운" 후속작처럼 느껴진다고 말했다. 그러나 그는 세상을 적들만 제외하고는 "대부분 텅 비어 있다"고 말하며, 구원해야 할 세상처럼 느껴지지 않는다고 언급했으며, 그래픽 품질이 크게 다르다고 지적했다. 그는 또한 세계관 구축이 "종이처럼 얇고", 이야기는 "간결하고 예측 가능하며", "드문드문하다"고 묘사했다.
하드코어 게이머의 크리스 시브 역시 PS5 버전에 3.5/5점을 부여하며, 프랜차이즈 복귀에 대한 흥분은 액션 기반이라는 것이 밝혀지면서 "오래 가지 못했다"고 말했다. 그는 "뼈대만 있는" 스토리에도 불구하고 전투 시스템은 "완벽하게 수행되며", "매끄럽지는 않지만" 게임 전반에 걸쳐 즐길 수 있다고 말했다. 그는 이 게임이 훌륭한 게임이 될 잠재력이 있다고 말했지만, 실행이 너무 고르지 않고 "최소한"이며, 스토리텔링과 레벨 디자인이 "영감이 부족하다"고 말했다. RPG 사이트(RPG Site)의 조시 토레스는 이 게임에 7/10점을 부여하며 전투 시스템을 칭찬했지만, 다른 모든 측면은 "평범하다"고 말했다. 그는 스토리가 "뼈대만 있고 예측 가능하며", 이전 게임의 살아있는 NPC들이 엘리시움의 홀로우 블로섬, 이미 죽은 사람들의 목소리보다 훨씬 더 "애절했다"고 말했다. 그는 또한 에인헤랴르 기억의 표현을 비판하며, 로스트 오디세이의 천년의 꿈과 비교하여 불리하다고 말했다. 그는 궁극적으로 이 시리즈가 앞으로의 게임 플레이 스타일에 "압도당하지" 않고, 스핀오프를 계속하기를 바란다고 표현했다.